# Oscar Valero Cruz
Oscar Valero Cruz' (Sinh 1934 - 2020) là một giám mục người Philippines của Giáo hội Công giáo Rôma. Ông nguyên là Tổng giám mục chính tòa Tổng giáo phận San Fernando, Tổng giáo phận Lingayen–Dagupan, Chủ tịch Hội đồng Giám mục Philippines và Chủ tịch Liên Hội đồng Giám mục Á Châu [F.A.B.C.].

## Tiểu sử
Giám mục Oscar Valero Cruz sinh ngày 17 tháng 11 năm 1934 Balanga, Philippines. Sau quá trình tu học dài hạn tại các cơ sở chủng viện, ngày 10 tháng 2 năm 1962, Phó tế Cruz, 28 tuổi, tiến đến việc được truyền chức linh mục.
Sau gần 15 năm kinh nghiệm mục vụ trên sứ vụ linh mục, ngày 4 tháng 3 năm 1976, tin tức từ Tòa Thánh loan báo về việc Giáo hoàng tuyển chọn Oscar Valero Cruz, 41 tuổi làm Giám mục, cụ thể là Giám mục Phụ tá cho Tổng giáo phận Manila, với chức danh Giám mục Hiệu tòa Martirano. Các nghi lễ tấn phong cho vị tân chức được cử hành sau đó vào ngày 3 tháng 5 cùng năm, với phần nghi thức được cử hành bởi 3 giáo sĩ cấp cao. Chủ phong cho tân chức là Tổng giám mục Bruno Torpigliani, Sứ thần Tòa Thánh tại Philippines. Hai vị khác, với vai trò phụ phong gồm: Tổng giám mục Jaime Lachica Sin, Tổng giám mục từ Manila và Tổng giám mục Artemio Gabriel Casas, Tổng giám mục chính tòa Tổng giáo phận Jaro. Tân giám mục chọn cho mình châm ngôn:Justitia et pax.
Sau gần hai năm phục vụ tại Manila trên cương vị Giám mục Phụ tá, ngày 22 tháng 5 năm 1978, tin từ Tòa Thánh thông báo Gióa hoàng thăng Giám mục Oscar Valero Cruz làm Tổng giám mục, đồng thời thuyên chuyển về Tổng giáo phận San Fernando, đảm nhận chức danh Tổng giám mục chính tòa cho giáo phận này. Sau mười năm lãnh đạo tinh thần cho Tổng giáo phận San Fernando, ngày 24 tháng 10 năm 1988, ông từ nhiệm vị trí Tổng giám mục, ở tuổi 54.
Hơn ba năm sau khi từ nhiệm, ngày 15 tháng 7 năm 1991, Tòa Thánh quyết định tái bổ nhiệm Tổng giám mục Oscar Valero Cruz vào vị trí mới là Tổng giám mục chính tòa Tổng giáo phận Lingayen-Dagupan. Sau gần hai mươi năm lãnh đạo Tổng giáo phận này, Giám mục Cruz từ nhiệm, và được Tòa Thánh chấp thuận vào ngày 8 tháng 9 năm 2009 ở tuồi 75.
Ngoài các chức danh chính từ Tòa Thánh bổ nhiệm, ông còn kiêm nhiệmt hêm nhiều vị trí khác nhau như Chủ tịch Hội đồng Giám mục Philippines từ năm 1995 đến năm 1999 và Chủ tịch Liên Hội đồng Giám mục Á châu từ năm 1993 đến năm 2000.